# Pokémon Spada e Scudo: Le terre innevate della corona
Pokémon Spada e Scudo: Le terre innevate della corona (ポケットモンスター ソード・シールド 冠の雪原?, Poketto Monsutā Sōdo Shīrudo: Kanmuri no Setsugen) è il secondo di due contenuti scaricabili costituenti il pass di espansione dei videogiochi Pokémon Spada e Scudo per Nintendo Switch, sviluppato da Game Freak e pubblicato da The Pokémon Company e Nintendo il 22 ottobre 2020. Segue l'espansione L'isola solitaria dell'armatura, pubblicata il 17 giugno dello stesso anno. La versione fisica del pass di espansione, in allegato con il videogioco base, è stata pubblicata il 6 novembre 2020.
Il pass di espansione di Pokémon Spada e Scudo sostituisce la terza versione o sequel, che vengono solitamente impiegati all'interno della serie Pokémon. L'espansione è ambientata nella Landa Corona, che prende ispirazione dalla reale Scozia, situata a nord della regione di Galar. Il giocatore controlla il protagonista durante il suo viaggio attraverso la landa, sede del villaggio di Freezedale e della Dytana max, comprendente la modalità Avventura Dynamax. Il gameplay è incentrato sul completamento di varie missioni, in cui lo scopo è di catturare dei Pokémon leggendari, in particolare Calyrex, Spectrier, Glastirer, Regidrago e Regieleki, introdotti proprio con l'espansione.

## Trama
Il giocatore arriva nella landa in treno dalla città di Brassbury e fa la conoscenza di due nuovi personaggi, l'allenatore di Pokémon Peony e sua figlia Nia. Dopo che i due litigano sulle attività da svolgere nella landa, il giocatore sfida a una battaglia Pokémon Peony, che si rivela essere un ex capopalestra di tipo Acciaio e campione prima che il presidente Rose, suo fratello, diventasse capo della lega. Intanto Nia usa la battaglia come copertura per fuggire e, dopo la battaglia, Peony la insegue all'interno della Dytana Max. Il giocatore è costretto a seguire Peony nella tana e a partecipare ad un'Avventura Dynamax, in cui non si posso usare i propri Pokémon (a causa della pericolosa quantità di particelle Galar presenti nella tana). Dopo aver completato un'Avventura Dynamax, Nia avvicina il giocatore e gli chiede di prendere il suo posto nell'esplora-tour organizzato da suo padre. Inizialmente riluttante, Peony accetta la proposta della figlia. Il giocatore e Peony stabiliscono la loro base nel villaggio di Freezedale, con l'uomo che nomina il giocatore capo della spedizione, che si occupa dell'esplorazione della Landa Corona mentre lui resterà ad esercitare la funzione da caposquadra stanziale.
Il giocatore deve svolgere tre missioni per completare l'esplora-tour. La prima missione consiste nel fare ricerche sul Pokémon leggendario Calyrex, noto dagli abitanti del villaggio anche come il Re dell'abbondanza. Dopo aver sistemato una statua di Calyrex presente nel villaggio, il giocatore finisce per incontrare il Pokémon stesso che, prendendo momentaneamente il controllo del corpo di Peony, riesce a comunicare con l'Allenatore. Calyrex spiega che le popolazioni dei tempi recenti hanno pian piano iniziato a dimenticarsi di lui, e che i suoi poteri ne hanno pesantemente risentito di ciò anche a causa della separazione dal suo fido destriero. Il giocatore apprende quindi dal capo del villaggio che il Pokémon destriero ama, secondo la leggenda, un particolare tipo di carota che una volta abbondava nella Landa Corona e che ora fatica a crescere; una volta ricevuti i semi, il giocatore deve decidere se piantarli nei campi del Cimitero Antico oppure in quelli della Valle Innevata. Quando questi saranno diventati, rispettivamente, una Carota oscura o una Carota algida, apparirà il destriero Spectrier di tipo Spettro, oppure il destriero Glastrier di tipo Ghiaccio, a seconda della carota. Il destriero inizia a correre verso il villaggio e costringe il giocatore a sfidare il Pokémon in una battaglia. Calyrex è costretto a intervenire quando il destriero tenta di attaccare gli abitanti della città, lasciandosi dietro un ciuffo di crini. Con l'aiuto di Peony, il giocatore riesce a cucire una replica delle Briglie legame di cui Calyrex necessita per domare il suo destriero. Il giocatore e il Pokémon si dirigono quindi al Tempio Corona, dove Calyrex utilizza con successo le  briglie per domare nuovamente il suo destriero e riacquistare i suoi poteri. Calyrex sfida quindi il giocatore in una battaglia e si lascia catturare.
La seconda missione consiste nel rintracciare e catturare i Pokémon golem leggendari Regirock, Regice e Registeel sparsi nelle varie rovine della Landa Corona. Una volta catturati, il giocatore può accedere alle Rovine della Scelta, dove incontra Regieleki (di tipo Elettro) o Regidrago (di tipo Drago), a seconda del motivo che ha avviato la stanza, e catturare anch'esso. Inoltre, il giocatore può combattere e ottenere Regigigas in un Raid Dynamax se si interagisce con una specifica tana Dynamx, con la condizione di possedere tutti e cinque i golem leggendari nella squadra.
L'ultima missione consiste nel rintracciare e catturare le tre forme regionali dei Pokémon alati leggendari: Articuno (di tipo Psico/Volante), Zapdos (di tipo Lotta/Volante) e Moltres (di tipo Buio/Volante). Dopo averli incontrati per la prima volta sulla Collina Dynalbero, i tre voleranno via per la regione come Pokémon itineranti. Articuno può essere trovato in volo nella Landa Corona, Zapdos può essere trovato girovagare nelle Terre Selvagge mentre Moltres può essere trovato sull'Isola dell'Armatura. Tutte le missioni termineranno una volta fatto rapporto a Peony. Dopo che il giocatore ha concluso tutte e tre le missioni, Nia si riunisce con il padre alla base, desiderosa di intraprendere un'altra esplorazione. Peony, non avendo più leggende su cui indagare, propone di inventarsene qualcuna, al che Nia si innervosisce e torna nella Dytana Max, seguita da Peony, concludendo così la trama principale.
In seguito di ciò, il giocatore trova per terra degli appunti riguardanti degli Ultravarchi che Peony non ricorda neanche di aver scritto. Una volta mostrati gli appunti all'uomo, avrà inizio una nuova missione nel trovare e catturare un Necrozma nelle Avventure Dynamax. Portando a termine questa missione, il medico presente nella Dynatana Max rivela di essere stata lei a scrivere quegli appunti. Dopo aver dato inizio a questa missione, Dandel contatta il giocatore e lo informa del nuovo Torneo delle Star di Galar, a cui il giocatore può prendere parte recandosi allo Stadio di Goalwick.
In una missione secondaria, durante l'esplorazione, il giocatore si imbatte anche in Sonia, intenta a rintracciare varie impronte presenti per tutta Landa Corna appartenenti ai Pokémon Solenni Spadaccini Cobalion, Terrakion e Virizion. La neo-professoressa chiede al giocatore di indagare e trovare il resto delle impronte. Dopo aver trovato il 100% di una tipologia di impronte, il giocatore può parlare con Sonia in una delle case di Freezedale per ottenere l'esatta posizione del corrispondente Pokémon leggendario, che può essere trovato in giro per l'overworld. Con i tre Solenni Spadaccini in squadra, inoltre, il giocatore può incontrare Keldeo su una piccola isola del lago Ball, dopo aver interagito con tracce non identificate e aver cucinato un particolare tipo di curry.

## Sviluppo
Lo sviluppo de Le terre innevate della corona è iniziato poco prima della pubblicazione di Pokémon Spada e Scudo.
Il pass di espansione è stato annunciato il 9 gennaio 2020 durante il Pokémon Direct e di nuovo mostrato brevemente il 26 marzo durante il Nintendo Direct Mini. In seguito l'espansione è stata mostrata più dettagliatamente il 17 giugno durante il Pokémon Presents, qualche ora prima dell'uscita de Pokémon Spada e Scudo: L'isola dell'armatura.

## Accoglienza
| Testata                          | Giudizio |
| -------------------------------- | -------- |
| Metacritic (media al 24-12-2020) | 75/100   |
| 4Player                          | 77/100   |
| Destructoid                      | 7,5/10   |
| IGN                              | 8/10     |
| JXV                              | 13/20    |
| Nintendo Life                    | [ 26 ]   |

Le terre innevate della corona ha ricevuto recensioni generalmente positive. Su Metacritic ha ottenuto un punteggio di 75 su 100 sulla base delle recensioni di 23 critici.